# لوك دل ريو
لوك دل ريو (بالإنجليزية: Luke Del Rio)‏ هو لاعب كرة قدم أمريكية أمريكي، ولد في 6 نوفمبر 1994 في منيابولس في الولايات المتحدة.